# 福住通
福住通（ふくずみどおり）は兵庫県神戸市灘区の町名。現行行政地名は福住通一丁目から福住通八丁目。郵便番号657-0824。

## 地理
北と東は天城通、南が（東部で阪急神戸線を境界として）中原通、西は西郷川を挟み王子町。東西に細長く一～八丁目が存在する。

## 歴史
同区北西部、畑原字上福角・福角・上横田・横田・堂ケ市・カスガメ・三町田下リ・西川と上野字中原・天王・天王前などから成立した。

### 地名の由来
旧字名の福角（ふくずみ）から命名。フクズミの正確な由来は不明。『神戸の町名』では西区押部谷町の福住に鍛冶の炉吹師が住んでいた事を引いて、すぐ南が鍛冶屋村との関係を示唆している。

## 人口統計
令和2年国勢調査（2020年10月1日）における世帯数855、人口1,588で内男性707人・女性881人。

## 施設
- 神戸市立福住小学校
- 妙貞寺